# Rhodactis indosinensis
Rhodactis indosinensis är en korallart som beskrevs av Oscar Henrik Carlgren 1943. Rhodactis indosinensis ingår i släktet Rhodactis och familjen Corallimorphidae. Inga underarter finns listade i Catalogue of Life.